# Mistrzostwa Europy w Boksie 2000
XXXIII Mistrzostwa Europy w Boksie (mężczyzn) odbyły się w dniach 13–21 maja 2000 w Hakametsän jäähalli w Tampere (Finlandia). Walczono w dwunastu kategoriach wagowych. Startowało 175 uczestników z 35 państw, w tym siedmiu reprezentantów Polski.

## Medaliści

### Waga papierowa
| Złoto                     | Srebro                 | Brąz                                      |
| ------------------------- | ---------------------- | ----------------------------------------- |
| Walerij Sydorenko Ukraina | Siergiej Kazakow Rosja | Marian Velicu Rumunia · Pál Lakatos Węgry |

### Waga musza
| Złoto                       | Srebro                  | Brąz                                                 |
| --------------------------- | ----------------------- | ---------------------------------------------------- |
| Wołodymyr Sydorenko Ukraina | Bogdan Dobrescu Rumunia | Sewdalin Christow Bułgaria · Juho Tolppola Finlandia |

### Waga kogucia
| Złoto                   | Srebro                     | Brąz                                         |
| ----------------------- | -------------------------- | -------------------------------------------- |
| Agasi Ağagüloğlu Turcja | Raimkul Małachbiekow Rosja | György Farkas Węgry · Aram Rramazjan Armenia |

### Waga piórkowa
| Złoto                  | Srebro                   | Brąz                                           |
| ---------------------- | ------------------------ | ---------------------------------------------- |
| Ramazan Paliani Turcja | Borys Georgijew Bułgaria | Falk Huste Niemcy · Alaksiej Warabjou Białoruś |

### Waga lekka
| Złoto                   | Srebro                | Brąz                                          |
| ----------------------- | --------------------- | --------------------------------------------- |
| Aleksandr Maletin Rosja | Filip Palić Chorwacja | Selim Paliani Turcja · Norman Schuster Niemcy |

### Waga lekkopółśrednia
| Złoto                  | Srebro                      | Brąz                                             |
| ---------------------- | --------------------------- | ------------------------------------------------ |
| Aleksandr Leonow Rosja | Dimitar Sztilianow Bułgaria | Nurhan Süleymanoğlu Turcja · Willy Blain Francja |

### Waga półśrednia
| Złoto                | Srebro                   | Brąz                                         |
| -------------------- | ------------------------ | -------------------------------------------- |
| Bülent Ulusoy Turcja | Walerij Brasznik Ukraina | Mihály Kótai Węgry · Darius Jasevičius Litwa |

### Waga lekkośrednia
| Złoto              | Srebro               | Brąz                                                 |
| ------------------ | -------------------- | ---------------------------------------------------- |
| Adnan Ćatić Niemcy | Andriej Miszyn Rosja | Nikola Sjekloća Jugosławia · Dmitrij Usagin Bułgaria |

### Waga średnia
| Złoto             | Srebro                  | Brąz                                                 |
| ----------------- | ----------------------- | ---------------------------------------------------- |
| Zsolt Erdei Węgry | Stjepan Božić Chorwacja | Juha Ruokola Finlandia · Ołeksandr Zubrichin Ukraina |

### Waga półciężka
| Złoto                   | Srebro                | Brąz                                                   |
| ----------------------- | --------------------- | ------------------------------------------------------ |
| Aleksandr Lebziak Rosja | Claudiu Rasco Rumunia | Əli İsmayılov Azerbejdżan · Milorad Gajović Jugosławia |

### Waga ciężka
| Złoto                  | Srebro                 | Brąz                                          |
| ---------------------- | ---------------------- | --------------------------------------------- |
| Jackson Chanet Francja | Sułtan Ibragimow Rosja | Emil Garai Węgry · Andreas Gustavsson Szwecja |

### Waga superciężka
| Złoto                | Srebro             | Brąz                                       |
| -------------------- | ------------------ | ------------------------------------------ |
| Aleksiej Lezin Rosja | Paolo Vidoz Włochy | Cengiz Koç Niemcy · Bagrat Oganjan Armenia |

## Występy Polaków
- Andrzej Nowosada (waga musza) przegrał pierwszą walkę w eliminacjach z Igorem Samojlenko (Mołdawia)
- Rafał Sikora (waga lekka) wygrał w eliminacjach z Dmitrijem Sietlicznym (Ukraina), a w ćwierćfinale przegrał z Normanem Schusterem (Niemcy)
- Mariusz Cendrowski (waga lekkopółśrednia) wygrał w eliminacjach z Orhanem Öztürkiem (Holandia), a w ćwierćfinale przegrał z Nurhanem Süleymanoğlu (Turcja)
- Artur Zwarycz (waga półśrednia) przegrał pierwszą walkę w ćwierćfinale z Dariusem Jasevičiusem (Litwa)
- Mirosław Nowosada (waga lekkośrednia) wygrał w eliminacjach z Michaelem Roche (Irlandia), a w ćwierćfinale przegrał z Adnanem Ćaticiem (Niemcy)
- Piotr Wilczewski (waga półciężka) wygrał w eliminacjach z Wiaczesławem Użelkowem (Ukraina), a w ćwierćfinale przegrał z Claudiu Rasco (Rumunia)
- Grzegorz Kiełsa (waga superciężka) przegrał pierwszą walkę w eliminacjach ze Bagratem Oganianem (Armenia)